# Син скален дрозд
Синият скален дрозд (Monticola solitarius) е птица от семейство Мухоловкови (Muscicapidae). Среща се и в България.

## Физически характеристики
Дължината му е до 20 cm. Мъжкият е син с черни крила и опашка. Женската отгоре е кафява, с ръждивочервено гърло, а останалото оперение е кафяво с люсповидни петна.

## Начин на живот и хранене
Храни се с дребни насекоми.

## Допълнителни сведения
Обитава скалисти места с южна растителност.